# Centre Block
Centre Block ou Édifice du centre é o prédio principal da Parliament Hill, em Ottawa, Canadá, que abriga os plénarios do Senado do Canadá e da Câmara dos Comuns. Em estilo neogótico, o Centre Block é considerado um dos maiores monumentos da cidade e do país, sendo a segundo reconstrução do prédio original.
Projetado por Jean Omer Marchand e John A. Pearson, o Centre Block possui 144 m de comprimento horizontal e 75 m de altura e é adornado com gárgulas, pinturas grotescas e frisos.

## História
Em Maio de 1859, o Departamento de Obras Públicas da Província do Canadá convocou vários arquitetos a apresentarem propostas para a o novo prédio do Parlamento. Foram cerca de 298 projetos. Em Agosto do mesmo ano, o governador-geral, Sir Edmund Walker Head, anunciou o grande vencedor: a dupla formada por Thomas Fuller and Chilion Jones, apelidada de Semper Paratus.
O lançamento da pedra fundamental ocorreu em 20 de dezembro de 1859. Contudo, a profundidade dos alicerces havia sido alterada pelos arquitetos para mais 17 pés. Ainda assim, em 16 de abril do ano seguinte, foram colocadas as primeiras pedras coloridas. Em 1860, Eduardo, Príncipe de Gales chegou em Ottawa, como parte de suas visitas oficiais ao Canadá e colocou a pedra angular no prédio ainda em construção.
Em 1866, os parlamentares reuniram-se pela primeira e única vez naquele prédio. Em 1 de julho de 1867, foi oficialmente instituído o Canadá, com Ottawa como capital nacional e o Centre Block foi remodelado e expandido para abrigar o Parlamento e os gabinetes das províncias de Alberta e Saskatchewan.